# Тригонометрические функции от матрицы
Тригонометрические функции от матрицы — обобщения тригонометрических функций для квадратных матриц.
Тригонометрические функции (особенно часто синус и косинус) от квадратных матриц возникают в решениях систем дифференциальных уравнений второго порядка. Они определяются через те же ряды Тейлора, через которые определяются тригонометрические функции от вещественного или комплексного аргумента:
{\displaystyle {\begin{aligned}\sin X&=X-{\frac {X^{3}}{3!}}+{\frac {X^{5}}{5!}}-{\frac {X^{7}}{7!}}+\cdots &=\sum _{n=0}^{\infty }{\frac {(-1)^{n}}{(2n+1)!}}X^{2n+1}\\\cos X&=I-{\frac {X^{2}}{2!}}+{\frac {X^{4}}{4!}}-{\frac {X^{6}}{6!}}+\cdots &=\sum _{n=0}^{\infty }{\frac {(-1)^{n}}{(2n)!}}X^{2n}\end{aligned}}}
где Xn означает матрицу X в степени n, а I — единичную матрицу той же размерности.
Также тригонометрические функции матричного аргумента могут быть определены через матричную экспоненту с учётом матричного аналога формулы Эйлера eiX = cos X + i sin X:
{\displaystyle {\begin{aligned}\sin X&={e^{iX}-e^{-iX} \over 2i}\\\cos X&={e^{iX}+e^{-iX} \over 2}.\end{aligned}}}
Например, пусть X — стандартная матрица Паули:
{\displaystyle \sigma _{1}=\sigma _{x}={\begin{pmatrix}0&1\\1&0\end{pmatrix}}~,}
Тогда
{\displaystyle \sin(\theta \sigma _{1})=\sin(\theta )~\sigma _{1},\qquad \cos(\theta \sigma _{1})=\cos(\theta )~I~,}
Можно вычислить и кардинальный синус:
{\displaystyle \operatorname {sinc} (\theta \sigma _{1})=\operatorname {sinc} (\theta )~I.}

## Свойства
Справедлив матричный аналог основного тригонометрического тождества:
{\displaystyle \sin ^{2}X+\cos ^{2}X=1}
Если X является диагональной матрицей, sin X и cos X также являются диагональными матрицами, причём (sin X)nn = sin(Xnn) и (cos X)nn = cos(Xnn), то есть синус и косинус диагональной матрицы могут быть вычислены путём вычисления соответственно синусов и косинусов элементов аргумента на главной диагонали.
Матричные аналоги формул синуса и косинуса суммы справедливы тогда и только тогда, когда матрицы коммутируют, то есть XY = YX:
{\displaystyle {\begin{aligned}\sin(X\pm Y)=\sin X\cos Y\pm \cos X\sin Y\\\cos(X\pm Y)=\cos X\cos Y\mp \sin X\sin Y\end{aligned}}}

## Другие функции
Тангенс, обратные тригонометрические функции, гиперболические функции и обратные гиперболические функции так же могут быть определены и для матриц:
{\displaystyle \arcsin X=-i\ln \left(iX+{\sqrt {I-X^{2}}}\right)} (см. Обратные тригонометрические функции#Связь с натуральным логарифмом, Матричный логарифм, Квадратный корень из матрицы)
{\displaystyle {\begin{aligned}\sinh X&={e^{X}-e^{-X} \over 2}\\\cosh X&={e^{X}+e^{-X} \over 2}\end{aligned}}}
и так далее.